# 拉格朗日方程式

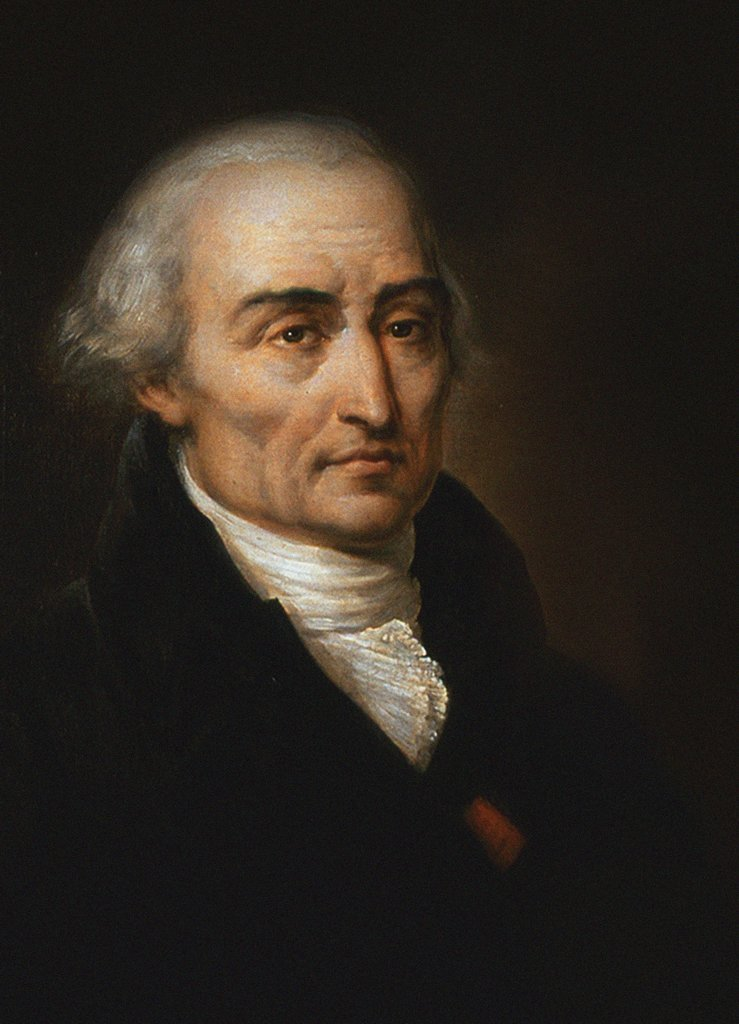
約瑟夫·拉格朗日

拉格朗日方程式（Lagrange equation），因數學物理學家约瑟夫·拉格朗日而命名，是分析力學的重要方程式，可以用來描述物體的運動，特別適用於理論物理的研究。拉格朗日方程式的功能相當於牛頓力學中的牛頓第二定律。

## 定義
假設一個物理系統符合完整系統的要求，即所有廣義座標都互相獨立，則拉格朗日方程式成立：
{\displaystyle {\frac {d}{dt}}{\frac {\partial {\mathcal {L}}}{\partial {\dot {\mathbf {q} }}}}-{\frac {\partial {\mathcal {L}}}{\partial \mathbf {q} }}=\mathbf {0} \,\!}；
其中，{\displaystyle {\mathcal {L}}(\mathbf {q} ,\ {\dot {\mathbf {q} }},\ t)\,\!}是拉格朗日量，{\displaystyle \mathbf {q} =\left(q_{1},q_{2},\ldots ,q_{N}\right)\,\!}是廣義座標，是時間{\displaystyle t\,\!}的函數，{\displaystyle {\dot {\mathbf {q} }}=\left({\dot {q}}_{1},{\dot {q}}_{2},\ldots ,{\dot {q}}_{N}\right)\,\!}是廣義速度。

## 導引
在分析力學裏，有三種方法可以導引出拉格朗日方程式。最原始的方法是使用達朗貝爾原理導引出拉格朗日方程式（參閱達朗貝爾原理）；更進階層面，可以從哈密頓原理推導出拉格朗日方程式（參閱哈密頓原理）；最簡明地，可以借用數學變分法的歐拉-拉格朗日方程式來推導：
設定函數{\displaystyle \mathbf {y} (x)\,\!}和{\displaystyle f(\mathbf {y} ,\ {\dot {\mathbf {y} }},\ x)\,\!}： 
{\displaystyle \mathbf {y} (x)=(y_{1}(x),\ y_{2}(x),\ \ldots ,y_{N}(x))\,\!}、
{\displaystyle {\dot {\mathbf {y} }}(x)=({\dot {y}}_{1}(x),\ {\dot {y}}_{2}(x),\ \ldots ,\ {\dot {y}}_{N}(x))\,\!}、
{\displaystyle f(\mathbf {y} ,\ {\dot {\mathbf {y} }},\ x)=f(y_{1}(x),\ y_{2}(x),\ \ldots ,\ y_{N}(x),\ {\dot {y}}_{1}(x),\ {\dot {y}}_{2}(x),\ \ldots ,\ {\dot {y}}_{N}(x),\ x)\,\!}；
其中，{\displaystyle x\,\!}是自變數（independent variable）。
若{\displaystyle \mathbf {y} (x)\in (C^{1}[a,\ b])^{N}\,\!}使泛函{\displaystyle J(\mathbf {y} )=\int _{a}^{b}f(\mathbf {y} ,\ {\dot {\mathbf {y} }},\ x)dx\,\!}取得局部平穩值，則在區間{\displaystyle (a,\ b)\,\!}內，歐拉-拉格朗日方程式成立：
{\displaystyle {\frac {d}{dx}}\left({\frac {\partial }{\partial {\dot {y}}_{i}}}f(\mathbf {y} ,\ {\dot {\mathbf {y} }},\ x)\right)-{\frac {\partial }{\partial y_{i}}}f(\mathbf {y} ,\ {\dot {\mathbf {y} }},\ x)=0\ ,\qquad \qquad \qquad \qquad i=1,\ 2,\ \ldots ,\ N\!}。
現在，執行下述轉換：
- 設定獨立變數{\displaystyle x\,\!}為時間{\displaystyle t\,\!}、
- 設定函數{\displaystyle y_{i}\,\!}為廣義坐標{\displaystyle q_{i}\,\!}、
- 設定泛函{\displaystyle f(\mathbf {y} ,\ {\dot {\mathbf {y} }},\ x)\,\!}為拉格朗日量{\displaystyle {\mathcal {L}}(\mathbf {q} ,\ {\dot {\mathbf {q} }},\ t)\,\!}，

則可得到拉格朗日方程式
{\displaystyle {\frac {d}{dt}}{\frac {\partial {\mathcal {L}}}{\partial {\dot {\mathbf {q} }}}}-{\frac {\partial {\mathcal {L}}}{\partial \mathbf {q} }}=\mathbf {0} \,\!}。
- 為了滿足這轉換的正確性，廣義坐標必須互相獨立，所以，這系統必須是完整系統。
- 拉格朗日量是動能減去位勢，而位勢必須是廣義位勢。所以，這系統必須是單演系統。

## 半完整系統
主項目：參閱半完整系統
一個不是完整系統的物理系統是非完整系統，不能用上述形式論來分析。假若，一個非完整系統的約束可以以方程式表示為
{\displaystyle g_{i}(\mathbf {q} ,\ {\dot {\mathbf {q} }})=0\ ,\qquad \qquad \qquad i=1,\ 2,\ 3,\ \dots n\,\!}；
則稱此系統為半完整系統。
半完整系統可以用拉格朗日形式論來分析。更具體地說，分析半完整系統必須用到拉格朗日乘子{\displaystyle \lambda _{i}\,\!}：
{\displaystyle \sum _{i=1}^{n}\ \lambda _{i}g_{i}=0\,\!}；
其中，{\displaystyle \lambda _{i}=\lambda _{i}(\mathbf {q} ,\ {\dot {\mathbf {q} }},\ t)\,\!}是未知函數。
由於這{\displaystyle N\,\!}個廣義坐標中，有{\displaystyle n\,\!}個相依的廣義坐標，泛函{\displaystyle f(\mathbf {y} ,\ {\dot {\mathbf {y} }},\ x)\,\!}不能直接被轉換為拉格朗日量{\displaystyle {\mathcal {L}}\,\!}；必須加入拉格朗日乘子，將泛函{\displaystyle f(\mathbf {y} ,\ {\dot {\mathbf {y} }},\ x)\,\!}轉換為{\displaystyle {\mathcal {L}}+\sum _{i=1}^{n}\ \lambda _{i}g_{i}\,\!}。這樣，可以得到拉格朗日廣義力方程式：
{\displaystyle {\frac {d}{dt}}{\frac {\partial {\mathcal {L}}}{\partial {\dot {\mathbf {q} }}}}-{\frac {\partial {\mathcal {L}}}{\partial \mathbf {q} }}={\boldsymbol {\mathcal {F}}}\,\!}；
其中，{\displaystyle {\boldsymbol {\mathcal {F}}}\,\!}是廣義力，{\displaystyle {\boldsymbol {\mathcal {F}}}={\frac {\partial }{\partial \mathbf {q} }}\left(\sum _{i=1}^{n}\ \lambda _{i}g_{i}\right)-{\frac {d}{dt}}\left[{\frac {\partial }{\partial {\dot {\mathbf {q} }}}}\left(\sum _{i=1}^{n}\ \lambda _{i}g_{i}\right)\right]\,\!}。
這{\displaystyle N\,\!}個廣義力運動方程式加上{\displaystyle n\,\!}個約束方程式，給出{\displaystyle N+n\,\!}個方程式來解{\displaystyle N\,\!}個未知廣義坐標與{\displaystyle n\,\!}個拉格朗日乘子。

## 實例
這個段落會展示拉格朗日方程式的兩個應用實例。第一個實例展示出，用牛頓方法與拉格朗日方法所得的答案相同。第二個實例展示出拉格朗日方法的威力，因為這問題比較不適合用牛頓方法來分析。

### 自由落體
思考一個粒子從靜止狀態自由地下落。由於重力{\displaystyle F=mg\,\!}作用於此粒子，應用牛頓第二定律，可以得到運動方程式
{\displaystyle {\ddot {x}}=g\,\!}；
其中，x-坐標垂直於地面，由初始點（原點）往地面指。
這個結果也可以從拉格朗日形式論得到。動能{\displaystyle T\,\!}是
{\displaystyle T={\frac {1}{2}}mv^{2}\,\!}，
位勢{\displaystyle V\,\!}是
{\displaystyle V=-mgx\,\!}；
所以，拉格朗日量{\displaystyle {\mathcal {L}}\,\!}是
{\displaystyle {\mathcal {L}}=T-V={\frac {1}{2}}m{\dot {x}}^{2}+mgx\,\!}  。
將{\displaystyle {\mathcal {L}}\,\!}代入拉格朗日方程式，
{\displaystyle 0={\frac {d}{dt}}{\frac {\partial {\mathcal {L}}}{\partial {\dot {x}}}}-{\frac {\partial {\mathcal {L}}}{\partial x}}=m{\frac {d{\dot {x}}}{dt}}-mg\,\!}。
運動方程式是
{\displaystyle {\ddot {x}}=g\,\!}；
與牛頓方法的運動方程式相同。

### 具有質量的移動支撐點的簡單擺

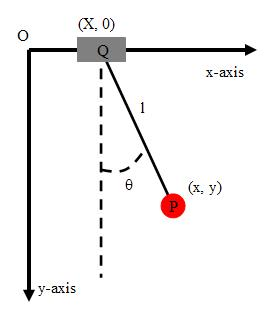

思考一個簡單擺系統。系統的x-軸平行於地面，y-軸垂直於x-軸，指向地面。擺錘P的質量是{\displaystyle m\,\!}，位置是{\displaystyle (x,\ y)\,\!}。擺繩的長度是{\displaystyle l\,\!}。擺的支撐點Q的質量是{\displaystyle M\,\!}。這支撐點Q可以沿著一條平行於x-軸的直線移動。點Q的位置是{\displaystyle (X,\ 0)\,\!}。擺繩與y-軸的夾角是{\displaystyle \theta \,\!}。那麼，動能是
{\displaystyle T={\frac {1}{2}}M{\dot {X}}^{2}+{\frac {1}{2}}m\left({\dot {x}}^{2}+{\dot {y}}^{2}\right)\,\!}，
位勢為
{\displaystyle V=-mgy\,\!}。
所以，拉格朗日量是
{\displaystyle {\mathcal {L}}={\frac {1}{2}}M{\dot {X}}^{2}+{\frac {1}{2}}m\left({\dot {x}}^{2}+{\dot {y}}^{2}\right)+mgy\,\!}。
兩個約束方程式為
{\displaystyle x=X+l\sin \theta \,\!}、
{\displaystyle y=l\cos \theta \,\!}。
將約束方程式代入拉格朗日量方程式,
{\displaystyle {\mathcal {L}}={\frac {1}{2}}M{\dot {X}}^{2}+{\frac {1}{2}}m\left[\left({\dot {X}}+l{\dot {\theta }}\cos \theta \right)^{2}+\left(l{\dot {\theta }}\sin \theta \right)^{2}\right]+mgl\cos \theta \,\!}。
特別注意，在這裏，廣義坐標是{\displaystyle X\,\!}與{\displaystyle \theta \,\!}。應用拉格朗日方程式，經過微分運算，對於{\displaystyle X\,\!}坐標，可以得到
{\displaystyle {\frac {d}{dt}}\left[(M+m){\dot {X}}+ml{\dot {\theta }}\cos \theta \right]=0\,\!}。
運動方程式為
{\displaystyle (M+m){\ddot {X}}+ml{\ddot {\theta }}\cos \theta -ml{\dot {\theta }}^{2}\sin \theta =0\,\!}。
由於拉格朗日量不顯含廣義坐標{\displaystyle X\,\!}，稱{\displaystyle X\,\!}為可略坐標，而其相對應的廣義動量{\displaystyle p_{X}\,\!}是常數{\displaystyle K_{1}\,\!}：
{\displaystyle p_{X}=(M+m){\dot {X}}+ml{\dot {\theta }}\cos \theta =K_{1}\,\!}。
對於{\displaystyle \theta \,\!}坐標，可以得到
{\displaystyle {\frac {d}{dt}}\left[m(l^{2}{\dot {\theta }}+{\dot {X}}l\cos \theta )\right]+m({\dot {X}}l{\dot {\theta }}+gl)\sin \theta =0\,\!}；
所以，運動方程式為
{\displaystyle {\ddot {\theta }}+{\frac {\ddot {X}}{l}}\cos \theta +{\frac {g}{l}}\sin \theta =0\,\!}。
假如用牛頓第二定律，則必須仔細地辨明所有的相關作用力。這是一項既困難又容易出錯的工作。